# Paul Peyrusson
Paul Peyrusson (ur. 27 kwietnia 1881 w Limoges, zm. 16 września 1914 w Montfaucon-d’Argonne) – francuski pływak, uczestnik Letnich Igrzysk 1900 w Paryżu.
Na igrzyskach startował na 200 metrów stylem dowolnym i 200 metrów stylem grzbietowym, lecz w obu konkurencjach odpadł w pierwszej rundzie. Wziął udział również w pływaniu podwodnym, gdzie zajął 9. miejsce.
Zginął na początku I wojny światowej.